# Henri de Brouckère
Henri Ghislain Joseph Marie Hyacinthe de Brouckère (Bruges, 25 de janeiro de 1801 – 25 de janeiro de 1891) foi um político belga, que chegou ao cargo de primeiro-ministro de seu país. Lecionou na Universidade Livre de Bruxelas.